# بیل ریگان (بازیکن فوتبال)
بیل ریگان (انگلیسی: Bill Regan؛ 1873 – 1934 (aged 61)) بازیکن فوتبال اهل بریتانیا بود.
از باشگاه‌هایی که در آن بازی کرده‌است می‌توان به باشگاه فوتبال شفیلد ونزدی، باشگاه فوتبال میلوال، و باشگاه فوتبال برنتفورد اشاره کرد.